# Tess Coady
Tess Coady (ur. 2 listopada 2000 w Melbourne) – australijska snowboardzistka, specjalizująca się w konkurencjach Big Air i slopestyle. Po raz pierwszy na arenie międzynarodowej pojawiła się 14 sierpnia 2015 roku w Perisher, gdzie na mistrzostwach kraju zajęła trzecie miejsce w slopestyle'u. W połowie marca 2017 roku wystąpiła na mistrzostwach świata w Sierra Nevada, zajmując 11. miejsce w tej konkurencji i 21. miejsce w Big Air. Na przełomie marca i kwietnia wzięła udział w mistrzostwach świata juniorów w Szpindlerowym Młynie, zdobywając złote medale w obu konkurencjach. W zawodach Pucharu Świata zadebiutowała 4 lutego 2017 roku w Mammoth Mountain, zajmując szóste miejsce w slopestyle'u. Tym samym już w swoim debiucie wywalczyła pierwsze pucharowe punkty. Na podium zawodów tego cyklu po raz pierwszy stanęła 12 stycznia 2018 roku w Snowmass, kończąc rywalizację w slopestyle'u na trzeciej pozycji. W zawodach tych wyprzedziły ją jedynie Christy Prior z Nowej Zelandii i Japonka Reira Iwabuchi.
W marcu 2021 roku zdobyła brązowy medal w slopestyle'u podczas mistrzostw świata w Aspen. W sezonie 2020/2021 zajęła 3. miejsce w klasyfikacji slopestyle'u.
W 2022 roku, na zimowych igrzyskach olimpijskich w Pekinie wywalczyła brązowy medal w konkurencji slopestyle.

## Osiągnięcia

### Igrzyska olimpijskie
| Miejsce | Dzień    | Rok  | Miejscowość | Konkurencja | Zwyciężczyni         |
| ------- | -------- | ---- | ----------- | ----------- | -------------------- |
| 3.      | 6 lutego | 2022 | Pekin       | Slopestyle  | Zoi Sadowski-Synnott |

### Mistrzostwa świata
| Miejsce | Dzień     | Rok  | Miejscowość   | Konkurencja | Zwyciężczyni         |
| ------- | --------- | ---- | ------------- | ----------- | -------------------- |
| 11.     | 11 marca  | 2017 | Sierra Nevada | Slopestyle  | Laurie Blouin        |
| 21.     | 17 marca  | 2017 | Sierra Nevada | Big air     | Anna Gasser          |
| 3.      | 12 marca  | 2021 | Aspen         | Slopestyle  | Zoi Sadowski-Synnott |
| 5.      | 16 marca  | 2021 | Aspen         | Big air     | Laurie Blouin        |
| 4.      | 27 lutego | 2023 | Bakuriani     | Slopestyle  | Mia Brookes          |
| 3.      | 5 marca   | 2023 | Bakuriani     | Big air     | Anna Gasser          |

### Puchar Świata

#### Miejsca w klasyfikacji generalnej AFU
- sezon 2016/2017: 49.
- sezon 2017/2018: 26.
- sezon 2018/2019: –
- sezon 2019/2020: 30.
- sezon 2020/2021: 6.

#### Miejsca na podium w zawodach
1. Snowmass – 12 stycznia 2018 (slopestyle) – 3. miejsce
2. Seiser Alm – 23 stycznia 2020 (slopestyle) – 1. miejsce
3. Laax – 22 stycznia 2021 (slopestyle) – 3. miejsce
4. Silvaplana – 28 marca 2021 (slopestyle) – 3. miejsce